# 常田隆永
常田 隆永（ときだ たかなが）は、戦国時代の武将。上野国長野原城将。

## 略歴
常田氏は信濃国の国人・滋野氏の一族である海野氏の傍流。常田荘（現在の長野県上田市）は荘園として早くから開けた土地で八条院領であった事が知られるが、常田氏に関しては系譜も含めて文献がほとんど無く、詳細は不明。
兄は武田信玄に仕えた真田幸綱で、隆永は常田氏の養子となり、兄と同じく武田信玄に仕えた。永禄5年（1562年）、上杉政虎（輝虎・謙信）に属する上野長野原城が武田方に落とされると、その城将に任命された。しかし翌永禄6年（1563年）、上杉方の斎藤憲広の反撃に遭い城を落とされ戦死したという。元亀3年（1572年）、上杉氏との合戦で戦死したとも伝わる。
ただ、これらの経歴に関しては不明な点が多く、実情はわからない。武田家臣として『甲陽軍鑑』には隆永の名は散見しており、同書の「信玄代惣人数書上」では信濃先方衆として矢沢氏と共に記載されており、隆永は真田氏の家臣ではなく、独立した小領主として甲斐武田氏に認められていたようである。常田俊綱は子と言われるが、隆永自身だともいう。
子孫は矢沢氏と同じく真田氏の家臣として存続し、現在も22代(隆彰)まで存続している。

## 関連作品
- 風林火山（2007年、NHK大河ドラマ、演：橋本じゅん）